# Gmina Kolsko
Die Gmina Kolsko ist eine Landgemeinde im Powiat Nowosolski der Woiwodschaft Lebus in Polen. Ihr Sitz ist das gleichnamige Dorf (deutsch: Kolzig) mit etwa 1000 Einwohnern.

## Gliederung
Zur Landgemeinde Kolsko gehören die Ortschaften (deutsche Namen bis 1945) mit Schulzenamt:
| - Jesionka (Grünwald) - Kolsko (Kolzig) - Konotop (Kontoppe) - Lipka | - Mesze (Mesche) - Sławocin (Schlabrendorf) - Tyrszeliny (Otterstädt) - Uście (Neu Tepperbuden) |

Weitere Ortschaften ohne Schulzenamt sind:
| - Głuszyca - Jesionka - Karszynek - Marianki - Strumianki (Heinrichsau) | - Strumiany - Święte - Tatarki - Zacisze (Hatha) |